# Nishi-tokyo
Nishi-tokyo (西東京市 -shi) é uma cidade japonesa localizada na província de Tóquio.
Em 2003, a cidade tinha uma população estimada em 185 078 habitantes e uma densidade populacional de 11 676,85 h/km². Tem uma área total de 15,85 km².
Recebeu o estatuto de cidade a 21 de Janeiro de 2001.